# Velika Morava
Velika Morava ali le Morava (srbska cirilica: Велика Морава) je reka v osrednji Srbiji. Nastaja z združitvijo Zahodne in Južne Morave pri naselju Stalać in se vzhodno od Smedereva izliva v Donavo.

## Tok
Velika Morava se začenja nedaleč od mesteca Stalać, pomembnega železniškega vozlišča v državi, s sotočjem Zahodne Morave in Južne Morave. Z daljšim od obeh pritokov, Zahodno Moravo, je skupna dolžina reke 493 kilometrov. Južna Morava je bila nekoč daljša od Zahodne Morave, vendar je zaradi posegov v strugo danes krajša.
Velika Morava teče skozi najrodovitnejši in najgosteje naseljeni predel osrednje Srbije, Pomoravje. Rečna dolina Velike Morave poteka po nekdanjem zalivu Panonskega morja, osušenega pred okoli 200.000 leti. Del rečne doline predstavlja Bagrdanska soteska, ki je epigenetska dolina, vsekana v skrilavec.
Čeprav je plodna dolina Morave gosto naseljena, so velike poplave preprečevale naseljevanje samih bregov. Edino mesto neposredno ob reki je Ćuprija, medtem ko je veliko mest zgrajenih nekoliko vstran, med njimi Paraćin, Jagodina, Batočina, Lapovo, Svilajnac, Velika Plana, Požarevac in Smederevo.
Izliv v Donavo se nahaja med vasema Kulič in Dubravica ob rudarskem bazenu Kostolac.

## Hidrologija
Velika Morava pripada črnomorskemu povodju. Površina njenega porečja je 6126 km², porečja celotnega moravskega sistema pa 37.444 km² (od tega 1237 km² v Bolgariji in 44 km² v Severni Makedoniji), kar predstavlja 42,38 % površine Srbije. Povprečni pretok na izlivu v Donavo je 297 m³/s. Od tega 125 m³/s prispeva Zahodna Morava, 121 m³/s Južna Morava, 35 m³/s pa se izliva neposredno v Veliko Moravo.
Pritoki Velike Morave so kratki. Najdaljša je reka Jasenica z 79 kilometri, medtem ko ostale večinoma ne presegajo 50 km. Desni pritoki so Jovanovačka reka, Crnica, Ravanica, Resava in Resavica (ali Resavčina). Levi pritoki so številčnejši, vključno s Kalenićko reko, Lugomirom, Belico, Osaonico (ali Osanico), Lepenico, Račo in Jasenico.
Velika Morava je primer reke, ki meandrira. V preteklosti je bila od sotočja do izliva dolga 245 kilometrov, pri čemer znaša zračna razdalja med točkama samo 118 kilometrov, s čimer je Velika Morava ena najbolj meandriranih rek v Evropi. Rečna struga je široka 80–200 metrov in globoka do 10 metrov. Pogosto je, da reka po poplavi reka spremeni tok in ustvarja mrtvice – »moravišta«. Zaradi velike erozije v porečju Južne Morave je reka bogata z materialom, ki se useda na dno, zmanjšuje globino in dela poplave še pogostejše.
Leta 1966 so se začeli veliki posegi v rečno strugo, s katerimi naj bi omejili bodoče poplave. Na pritokih so zgradili vrsto jezov, zaradi katerih so nastala jezera Bovan, Ćelije, Gazvode in druga, meandre pa so presekali, s čimer se je dolžina reke zmanjšala z 245 na 185 kilometrov. Predvidenih je bilo skupaj 18 jezov, sekanje 23 meandrov, nasipanje več kilometrov novih nasipov in intenzivno pogozdovanje, vendar so se do 1980. in 1990. let zaradi gospodarske krize, vojn in sankcij dela ustavila.